# Raymond Delatouche
 (décembre 2024).
Si vous disposez d'ouvrages ou d'articles de référence ou si vous connaissez des sites web de qualité traitant du thème abordé ici, merci de compléter l'article en donnant les références utiles à sa vérifiabilité et en les liant à la section « Notes et références ».
Raymond Delatouche est un historien et agronome français né le 14 août 1906 à Laval et mort le 6 mai 2002 dans la même ville.

## Biographie

### L'historien
Archiviste paléographe (thèse soutenue en 1934, intitulée Le droit familial de quelques grandes maisons féodales de l'Ouest de la France, du XIIIe au XVIe siècle), membre de l'Académie d'agriculture de France, il est un des spécialistes de l'agriculture au Moyen Âge. Il a travaillé longuement sur l'histoire rurale de France, au point qu'il est devenu, selon l'historienne Régine Pernoud, celui qui la connaît le mieux. Il possède aussi des talents de musicien, en pratiquant l'orgue.

### L'agriculture

#### Syndicalisme
Il possède aussi une grande expérience du monde paysan, avec une très belle fortune foncière qu'il gère de sa maison de maître à Soulgé-le-Bruant. À la fois très autoritaire et très ouvert, il cherche un rôle à sa mesure pour réaliser son projet : le Corporatisme, inspiré par son maître et ami Roger Grand, et par Jacques Le Roy Ladurie. Il apparait assez proche d'un Hervé Budes de Guébriant et de l'Office central de Landerneau.
Il ne peut entrer à l'Union nationale des syndicats agricoles, qui est alors une machine usée, et victime de plusieurs années d'immobilité. Rejeté tout d’abord par Isidore Pasquier, il rejoint le Syndicat des Agriculteurs de la Mayenne, un syndicat républicain conservateur. Il crée sous l'égide de ce syndicat des syndicats locaux actifs à Soulgé-le-Bruant, Saint-Georges-le-Fléchard, Saint-Pierre-sur-Erve, et dans le canton de Chailland.
Il fonde en 1932 une coopérative de blé : la coopérative agricole dite « de Laval et du département » qui a précédé l' Office du blé de la Mayenne. En octobre 1933, il est candidat à la succession de Paul Masseron. Cependant, le poste de responsable lui échappe.
Il quitte alors le syndicat en emmenant avec lui la coopérative et les syndicats locaux. Il met alors en place la Fédération Indépendante des syndicats d'exploitants agricoles de la Mayenne en 1934, où il prône le Corporatisme.

#### Corporatisme
Il est syndic régional, et délégué-adjoint de la Mayenne de 1940 à 1944 à l'Organisation de la Corporation paysanne, mise en place par le Régime de Vichy, dans le cadre de la politique du Retour à la terre.

#### La Mayenne
Administrateur du Crédit agricole, jusqu'en 1965 et membre de la Chambre d'agriculture, il est à l'origine de nombreuses initiatives prises en faveur de l'évolution de l'agriculture en Mayenne. Ami de Raoul Vadepied, il est l'un des fondateurs de la Socopa.
Il a également inspiré la Société d'économie mixte d'études et d'équipement de la Mayenne ("SEMEEM"), qui a favorisé pendant longtemps l'installation d'entreprises agro-alimentaires, et qui intervient dans l'industrialisation du monde rural.
Il a été aussi président du herd-book jersiais de France. Son initiation pratique et ses responsabilités importantes dans la révolution de l'agriculture, l'ont conduit à s'occuper tour à tour de banque, de négoce, d'exportation, de laiterie et de boucherie, du commerce. Il a été décoré chevalier de la Légion d'honneur.

## Publications
- L'agriculture au Moyen Âge de la fin de l'Empire romain au XVIe siècle. (avec la collaboration de Roger Grand). E. de Boccard, 1950
- Le Moyen Âge pour quoi faire ? (avec Régine Pernoud et Jean Gimpel). Stock, 1986.
- Le paysan révolté : entretiens avec Claire Touchard. Mame, 1993. Coll.Trajectoires.
- La chrétienté médiévale. Téqui. 2000.